# Mihrān Mihrevandak
Mihrān Mihrevandak est un général iranien appartenant à la maison des Mihrān selon Sébéos qui fut marzban d'Arménie de 573 à 573. Il est peut-être identique à Glōn Mihrān.

## Biographie
En 572, Vardan Mamikonian se révolte contre le marzban Souren et le tue. Le roi sassanide Khosro Ier envoie en Arménie une armée de vingt mille hommes, qu'il confie à un de ses généraux, Mihrān Mihrevandak. Malgré son infériorité numérique, Vahan Mamikonian le défait dans la plaine de Khalamakh, dans le Taron, et s'empare de ses éléphants de guerre. Mihrān doit évacuer l'Arménie avec les restes de son armée.